# Philipp Julius Leopold von Boineburg und Lengsfeld
Philipp Julius Leopold von Boineburg und Lengsfeld (* 15. Dezember 1738 auf Gehaus im Rhöngebirge; † 16. März 1816) war königlich preußischer Generalmajor und zuletzt Kommandeur des Infanterie-Regiments Nr. 44.

## Herkunft
Seine Eltern waren der Erbherr auf Gehaus Philipp Ludwig von Boineburg und Lengsfeld (1700–1770) und dessen Ehefrau Maria Anna von Baumbach († 1796).

## Leben
Er kam 1748 als Gefreitenkorporal in das Infanterie-Regiment Nr. 21. Am 3. Februar 1755 wurde er dann in das Infanterie-Regiment Nr. 44 versetzt. Dort wurde er am 1. April 1756 Fähnrich. Während des Siebenjährigen Krieges kämpfte er in den Schlachten bei Torgau und Freiberg sowie bei den Gefechten von Strehlen, Wittenberg und der Belagerung von Dresden. Am 20. Mai 1759 wurde er zum Seconde-Lieutenant befördert.
Nach dem Krieg wurde er am 10. Juli 1766 zum Premier-Lieutenant ernannt und nahm als solcher auch noch 1778/79 am Bayrischen Erbfolgekrieg teil. Am 6. Juli 1781 wurde er Stabshauptmann und am 8. Juni 1782 Hauptmann und Kompaniechef. 1787 nahm er dann am Feldzug in Holland teil und stieg am 17. November 1788 zum Major auf. Während des Ersten Koalitionskrieges kämpfte er sowohl in den Gefechten bei Schwalm, Alsheim Vicogne, Famars, St. Imbert, am Schätzel als auch in der Schlacht bei Moorlautern. Am Schätzel wurde er dabei verwundet. In der Zeit wurde er am 9. März 1793 zum Kommandeur eines Grenadierbataillons ernannt und am 5. November 1794 erhielt er den Pour le Mérite.
Nach dem Krieg wurde er am 28. Mai 1798 Oberstleutnant und am 28. Mai 1799 Oberst im Regiment. Am 15. September 1800 erhielt er die Ernennung zum Kommandeur des Regiments. Am 20. Dezember 1804 erhielt er seine Demission mit den Charakter eines Generalmajors und dazu eine Pension von 800 Talern. Nach dem verlorenen Krieg von 1806/07 wurde seine Pension gestrichen mit der Aufforderung, dass er sich wegen der Pension an seinen neuen Landesherren wenden möge. Er starb am 16. März 1816.
Er war mit Johanna von Boineburg und Lengsfeld verheiratet.